# Cymothoe suavis
Cymothoe suavis är en fjärilsart som beskrevs av Schultze 1913. Cymothoe suavis ingår i släktet Cymothoe och familjen praktfjärilar. Inga underarter finns listade i Catalogue of Life.